# Usine Panhard-Levassor de Reims
L’usine Panhard-Levassor de Reims, annexe de la maison mère situé à Paris, était une usine de production de pièces mécaniques. Panhard-Levassor absorbée par le constructeur Citroën, lui même absorbé par le groupe PSA conduit à la fermeture du site en 1992 à la suite d'un nouveau plan industriel.

## Localisation
L’usine Panhard-Levassor de Reims était située 83 rue Ernest Renan à Reims dans la Marne.

## Historique
Peu avant 1880, les frères Marteau établissent une filature de laine peignée. Elle comporte une machine à vapeur système Corliss, environ 1000 broches en peigné et 3000 broches de métiers continus à retordre. Cette usine est occupée à partir de 1905 par la S.A.Panhard Levassor. Elle est très endommagée pendant la Première Guerre mondiale mais les machines avaient été rapatriées à Paris.
Elle est reconstruite vers 1920[réf. à confirmer]. Panhard-Levassor avait depuis 1955 un accord avec Citroën et progressivement, Panhard passe sous la coupe de Citroën jusqu’à la fusion complète qui s’avère être une absorption pure et simple. Après le rachat par Citroën en 1965 de la société Panhard-Levassor en difficulté, l’usine de Reims est intégrée au groupe Citroën alors qu’elle compte 800 ouvriers. Elle connait alors une extension de son atelier de fabrication la même année et la construction d'un bâtiment d'usinage en 1974.
En 1976, elle passe de l’enseigne Citroën à PSA lorsque Peugeot rachète Citroën. Elle a employé, lors de sa plus forte activité, jusqu’à 1300 salariés. En 1992, Citroën a élaboré un plan social pour les 330 salariés et fermé le site à la production.

## Situation actuelle
Seuls les ateliers sont encore visibles avec la partie en béton et celle des constructions historiques avec les entrées de lumières. Les bâtiments donnant sur l'avenue Brébant ont été détruits et remplacés par un magasin Aldi. De même rue Ernest Renan où un dépôt Métro les a remplacé.

## Galerie

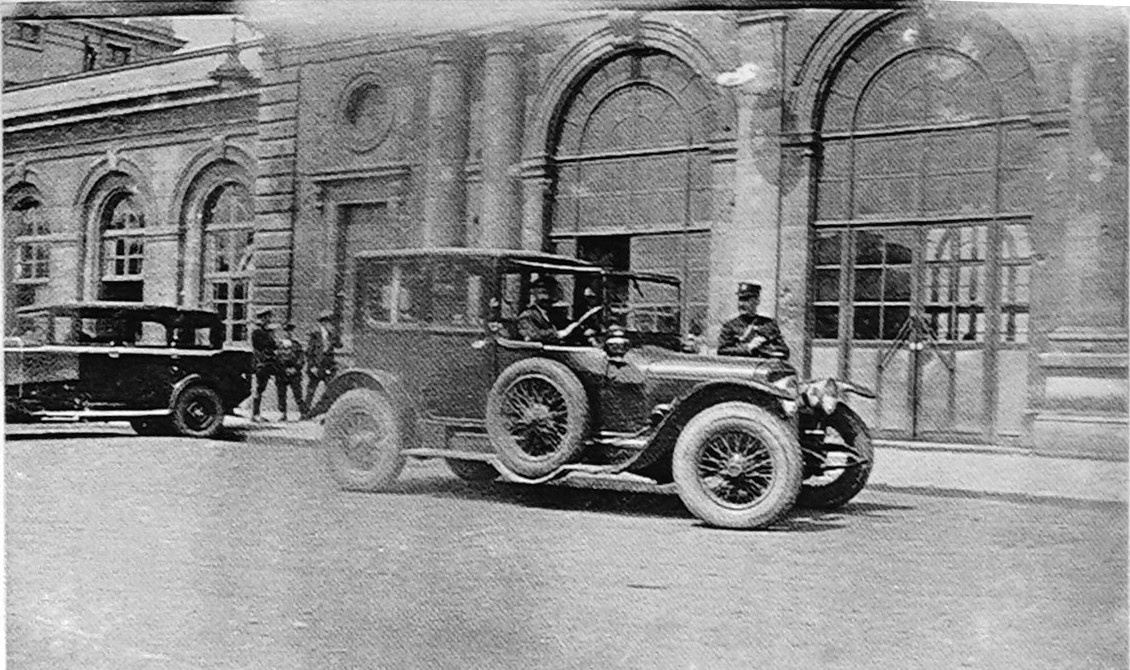
Taxi Panhard Levassor.